# Ádám Telegdy
Ádám Telegdy, född 1 november 1995, är en ungersk simmare.
Telegdy tävlade för Ungern vid olympiska sommarspelen 2016 i Rio de Janeiro, där han blev utslagen i försöksheatet på 200 meter ryggsim. Vid olympiska sommarspelen 2020 i Tokyo tog Telegdy sig till final och slutade femma på 200 meter ryggsim. Han slutade även på 29:e plats på 100 meter ryggsim och blev utslagen i försöksheatet.